# Bankilaré (Departement)
Bankilaré ist ein Departement in der Region Tillabéri in Niger.

## Geographie
Das Departement liegt im Südwesten des Landes und grenzt an Burkina Faso. Es erstreckt sich über das Gebiet der gleichnamigen Landgemeinde Bankilaré. Das Departement Bankilaré bildet bei Wahlen zur Nationalversammlung einen von landesweit acht Sonderwahlkreisen. Während die regulären Wahlkreise, in denen jeweils eine bestimmte Anzahl an Abgeordneten gewählt wird, im Übrigen den acht Regionen Nigers entsprechen, wählen die Stimmberechtigten der Sonderwahlkreise jeweils einen eigenen Abgeordneten.

## Geschichte
Das Departement geht auf den Verwaltungsposten (poste administratif) von Bankilaré zurück, der 1959 eingerichtet wurde. 2011 wurde der Verwaltungsposten aus dem Departement Téra herausgelöst und zum Departement Bankilaré erhoben. Infolge des Konflikts in Nordmali verordnete die Regierung Nigers im März 2017 im Departement Bankilaré und sechs weiteren Departements den Ausnahmezustand, der danach mehrmals verlängert wurde.

## Bevölkerung
Das Departement Bankilaré hat gemäß der Volkszählung 2012 84.543 Einwohner. Von 2001 bis 2012 stieg die Einwohnerzahl jährlich durchschnittlich um 3,9 % (landesweit: ebenfalls 3,9 %).

## Verwaltung
An der Spitze des Departements steht ein Präfekt (französisch: préfet), der vom Ministerrat auf Vorschlag des Innenministers ernannt wird.
| Amtszeit                      | Name                                       |
| ----------------------------- | ------------------------------------------ |
| 29. Feb. 2012 – 29. Jul. 2016 | Mohamed Moudour                            |
| 29. Jul. 2016 – 23. Mär. 2017 | Egou Moha (alias Eggour Moha)              |
| 23. Mär. 2017 – 4. Dez. 2020  | Barmini Kaboyé Sabo (alias Barmini Kaboye) |
| 8. Dez. 2020 – 8. Nov. 2021   | Issoufou Mamane                            |
| 8. Nov. 2021 – 24. Aug. 2023  | Oumarou Moussa                             |
| seit 24. Aug. 2023            | Yacouba Moussa                             |